# Палата общин
Пала́та о́бщин (англ. House of Commons) — наименование одной из палат парламента Соединённого королевства и одной из палат парламента Канады.
В двухпалатном парламенте Вестминстерской системы палатой общин исторически называлась Нижняя избираемая палата. Палата общин обычно имеет намного больше полномочий, чем Верхняя палата (Сенат в Канаде или Палата лордов в Соединённом королевстве). Глава партии большинства в палате общин обычно становится премьер-министром.
Большинство государств с Вестминстерской системой впоследствии сменили название своих нижних палат на Палату представителей. 
В 2009 г. существует лишь две палаты общин:
- Британская палата общин (в лондонском Вестминстерском дворце), существует с 1801 года
- Палата общин Канады (на Парламентском холме в Оттаве), существует с 1867 года

Палатой общин также назывались:
На Британских островах:
- нижняя палата Парламента Королевства Англия (1295—1649, 1660—1707)
- нижняя палата парламента Лордства Ирландия, затем Королевства Ирландия (1297—1801)
- единственная, затем нижняя палата парламента Английской республики (1649—1660)
- нижняя палата парламента Королевства Великобритания (1707—1801)
- нижняя палата парламента Северной Ирландии (1921—1972)
- нижняя палата парламента Южной Ирландии (1921—1922)

За пределами Британских островов:
- нижняя палата парламента Северной Каролины (1760—1868)